# Балчу (Јаши)
Балчу (рум. Balciu) насеље је у Румунији у округу Јаши у општини Мирослава. Oпштина се налази на надморској висини од 134 m.

## Становништво
Према подацима из 2002. године у насељу је живело 434 становника, од којих су сви румунске националности.